# Gymnothorax verrilli
Gymnothorax verrilli es una especie de pez de la familia de los morénidas en el orden de los Anguilliformes.

## Morfología
Los machos pueden llegar a alcanzar los 43 cm de longitud total.

## Distribución geográfica
Se encuentra desde la Península de Baja California hasta Panamá.